# Rakalj
Rakalj, popis 1991; skupaj: 502
Rakalj (italijansko Castelnuovo ďArsa) je naselje na Hrvaškem, ki upravno spada pod občino Marčana; le-ta pa spada pod Istrsko županijo.
Rakalj leži na nadmorski višini 160 m v jugozahodnem delu Istre nad raškim zalivom. Naselje je oddaljeno okoli 26 km od Pulja. V Kraju sta župnijska cerkev Rođenja Djevice Marije z 18 m visokim zvonikom, ki je bila postavljena v 15. stoletju, obnovljena in povečana leta 1757 ter ruševine cerkvice sv. Teodora. Vzhodno od današnjega naselja, nad rtom Sv. Mikula, stoji stara utrdba Rakalj, ki se v arhivskih listinah omenja leta 1312 kot Castellare de Rachir. Znotraj utrdbe stoji nekdanja župnijska cerkev sv. Agneze z gotskim portalom na katerem je vklesana letnica 1495. Današnji Rakalj se v starih listinah omenja leta 1342 kot Castrum Novum, ki je v srednjemveku večkrat menjal lastnike, leta 1536 pa je bil skupaj s Barbanom prodan plemiški rodbini Loredan.

## Demografija
| Pregled števila prebivalcev po letih | Pregled števila prebivalcev po letih | Pregled števila prebivalcev po letih | Pregled števila prebivalcev po letih | Pregled števila prebivalcev po letih | Pregled števila prebivalcev po letih | Pregled števila prebivalcev po letih | Pregled števila prebivalcev po letih | Pregled števila prebivalcev po letih | Pregled števila prebivalcev po letih | Pregled števila prebivalcev po letih | Pregled števila prebivalcev po letih | Pregled števila prebivalcev po letih | Pregled števila prebivalcev po letih | Pregled števila prebivalcev po letih |
| ------------------------------------ | ------------------------------------ | ------------------------------------ | ------------------------------------ | ------------------------------------ | ------------------------------------ | ------------------------------------ | ------------------------------------ | ------------------------------------ | ------------------------------------ | ------------------------------------ | ------------------------------------ | ------------------------------------ | ------------------------------------ | ------------------------------------ |
| 1857                                 | 1869                                 | 1880                                 | 1890                                 | 1900                                 | 1910                                 | 1921                                 | 1931                                 | 1948                                 | 1953                                 | 1961                                 | 1971                                 | 1981                                 | 1991                                 | 2001                                 |
| 689                                  | 848                                  | 607                                  | 785                                  | 807                                  | 874                                  | 919                                  | 1157                                 | 1000                                 | 898                                  | 774                                  | 640                                  | 564                                  | 502                                  | 487                                  |